# St-Léon IX (Nancy)

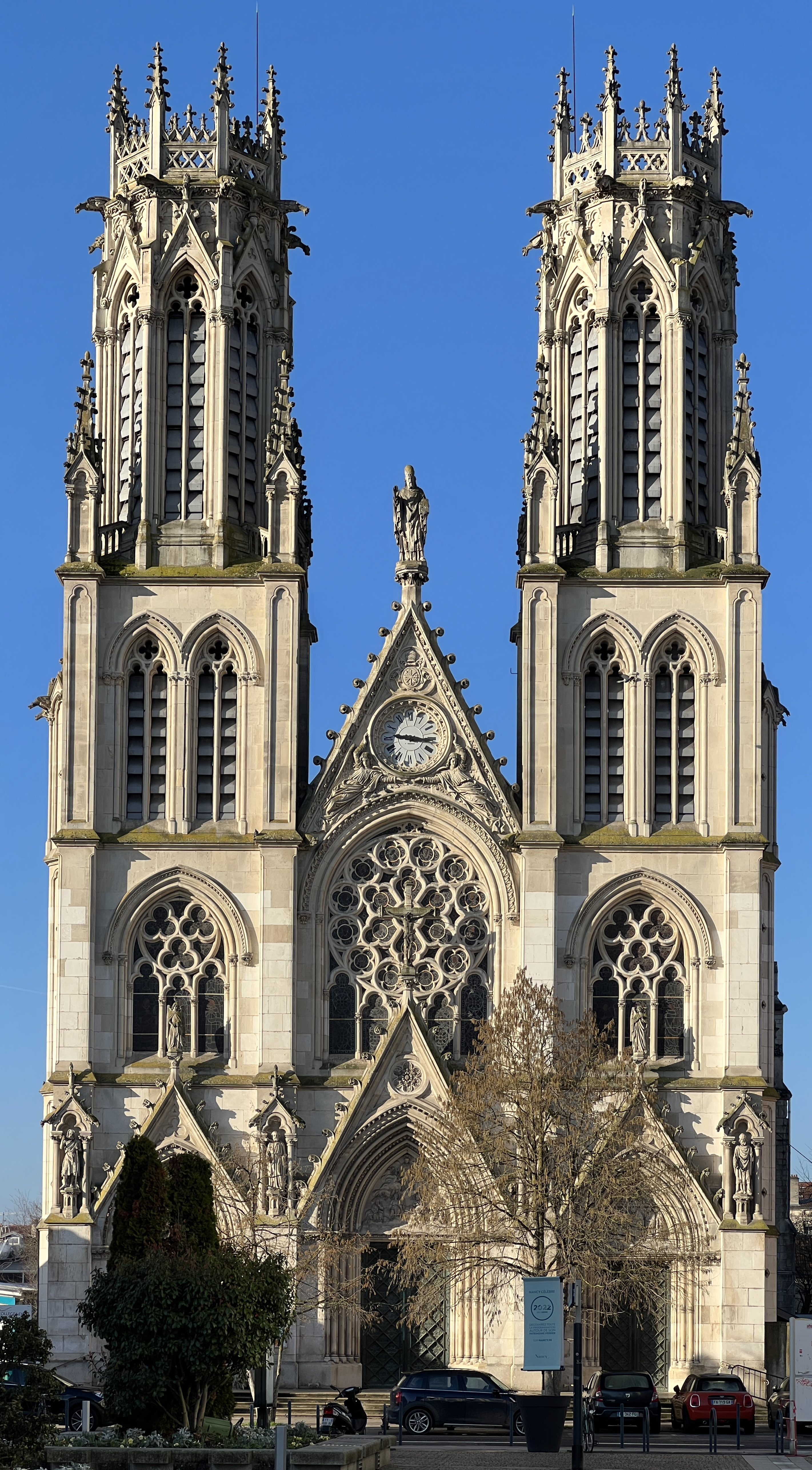
Fassade

Die Kirche St-Léon IX (deutsch: St. Leo IX.) ist eine neugotische katholische Pfarrkirche in Nancy. Sie gehört heute zur Pfarrei Saint-Jean de la Commanderie.

## Geschichte
Nach der Eröffnung der Bahnstrecke Paris–Nancy im Jahr 1852 entstand westlich der Bahnanlagen ein neues Stadtviertel, für das auf Betreiben des damaligen Bischofs von Nancy-Toul, Alexis-Basile-Alexandre Menjaud (Episkopat 1844–1859), ein eigenes kirchliches und schulisches Zentrum geplant wurde. Der Pfarrbezirk wurde von den älteren Pfarreien St-Sébastien und St-Vincent-St-Fiacre abgetrennt.
Die Aufsicht übernahm Abbé Eugène-Alexis Noël (1826–1879), die Bauleitung lag bei dem Architekten Léon Vautrin (1820–1884). Am 25. August 1860 wurde der erste Spatenstich vollzogen. Nach Vollendung des Kirchenschiffes und eines provisorischen Chors (südwestliche Ausrichtung) konnte am 10. November 1862 die erste heilige Messe gefeiert werden. Am 17. Oktober 1864 war der Nordturm fertiggestellt, der ein Geläut aus fünf Glocken erhielt. Die weiteren Arbeiten wurden durch den Deutsch-Französischen Krieg verzögert. Erst am 23. März 1874 konnte der Hauptaltar geweiht werden. Nach Vollendung des Südturms wurde die Kirche am 19. April 1877 durch Bischof Joseph Alfred Foulon geweiht dem Patrozinium des heiligen Papstes Leo IX. (ursprünglich Bruno von Egisheim-Dagsburg) unterstellt, der von 1026 bis 1049 Bischof von Toul gewesen war.
Erst in den Jahren 1902 (Hauptportal) und 1927 (Seitenportale) wurden von Victor Huel (1844–1923) bzw. Auguste Vallin (1881–1967) die Tympana der Hauptfassade gestaltet. Insgesamt lehnt sich die Kirche St-Léon IX architektonisch an die Doppelturmfassade des Touler Stefansdomes an.

## Ausstattung
Die Kirche beherbergt neben dem neugotischen Hauptaltar aus Marmor mehrere Seitenaltäre im gleichen Stil und eine hölzerne Kanzel mit Abbildungen der vier Evangelisten. Nach dem Zweiten Vatikanischen Konzil wurde der Bereich vor dem Hauptaltar mit Gemeindealtar und Ambo in den Jahren 1979/1980 durch Claude Michel neu gestaltet.
Die Statuen an der Hauptfassade auf der Höhe der Tympana zeigen von links nach rechts Johannes den Täufer, den heiligen Joseph, die Mutter Gottes sowie den heiligen Stanislaus von Krakau, den Namenspatron des letzten lothringischen Herzogs Stanislaus I. Leszczyński.

## Galerie

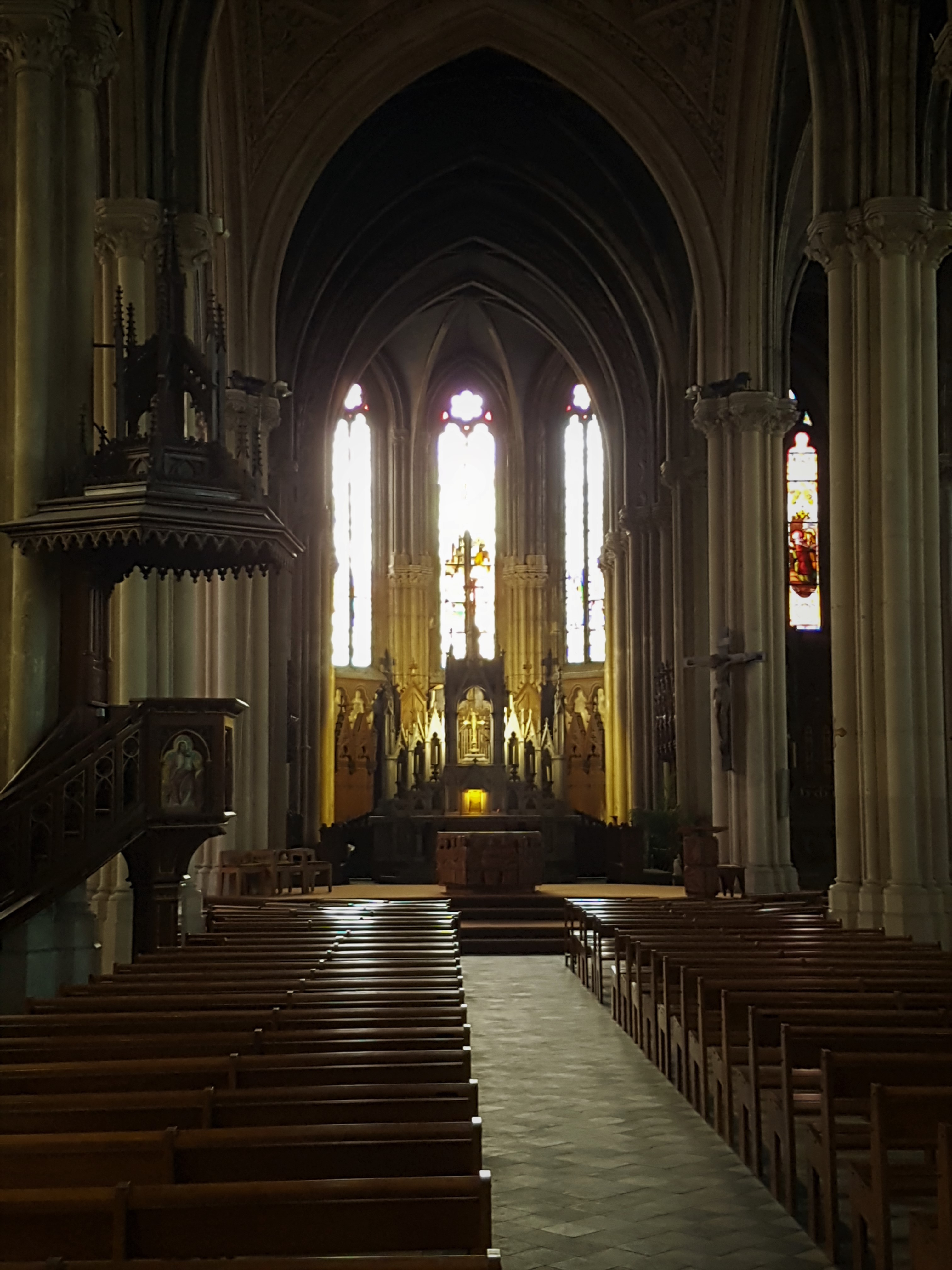
Blick zum Hauptaltar
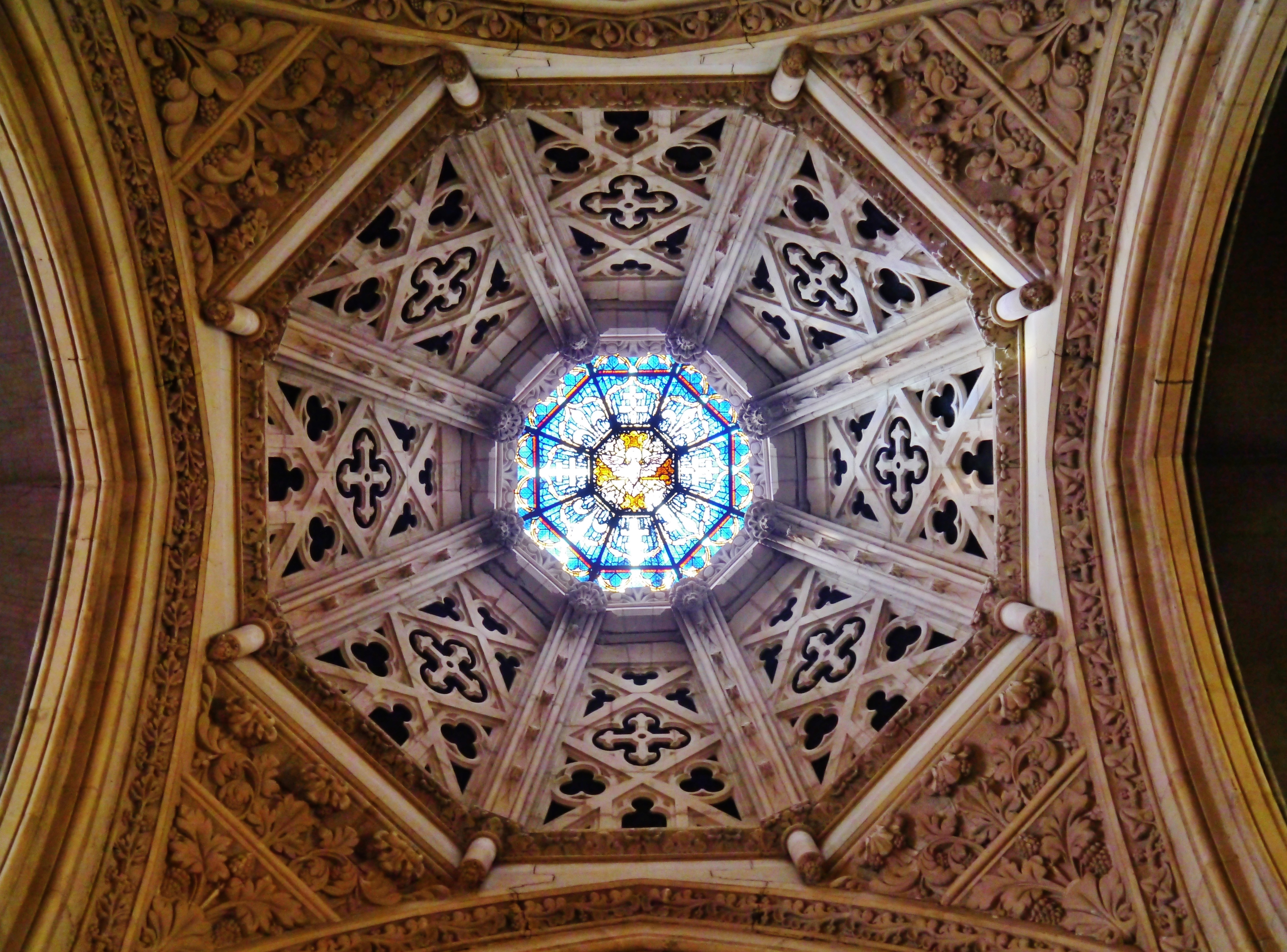
Blick in die Kuppel
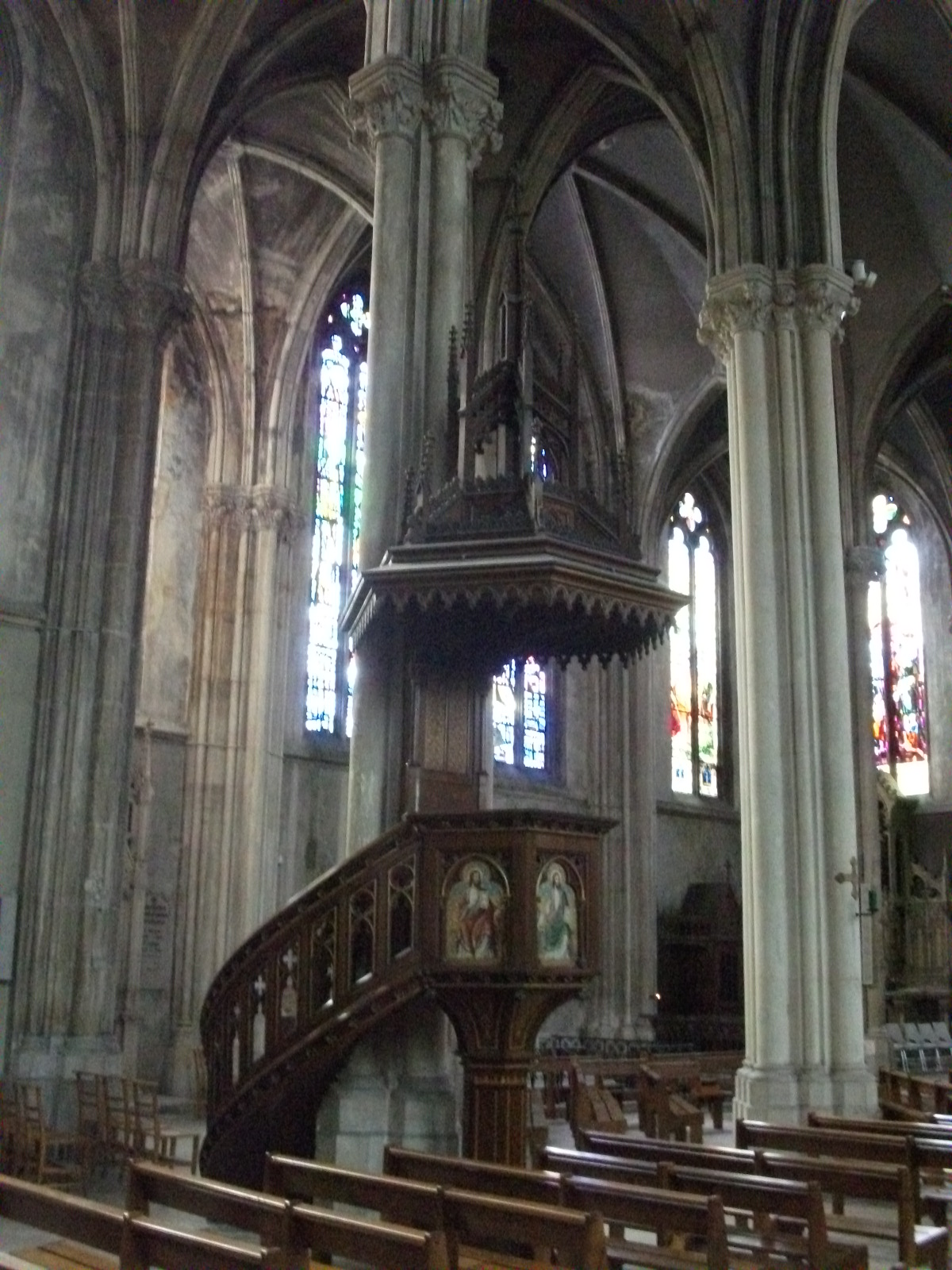
Kanzel
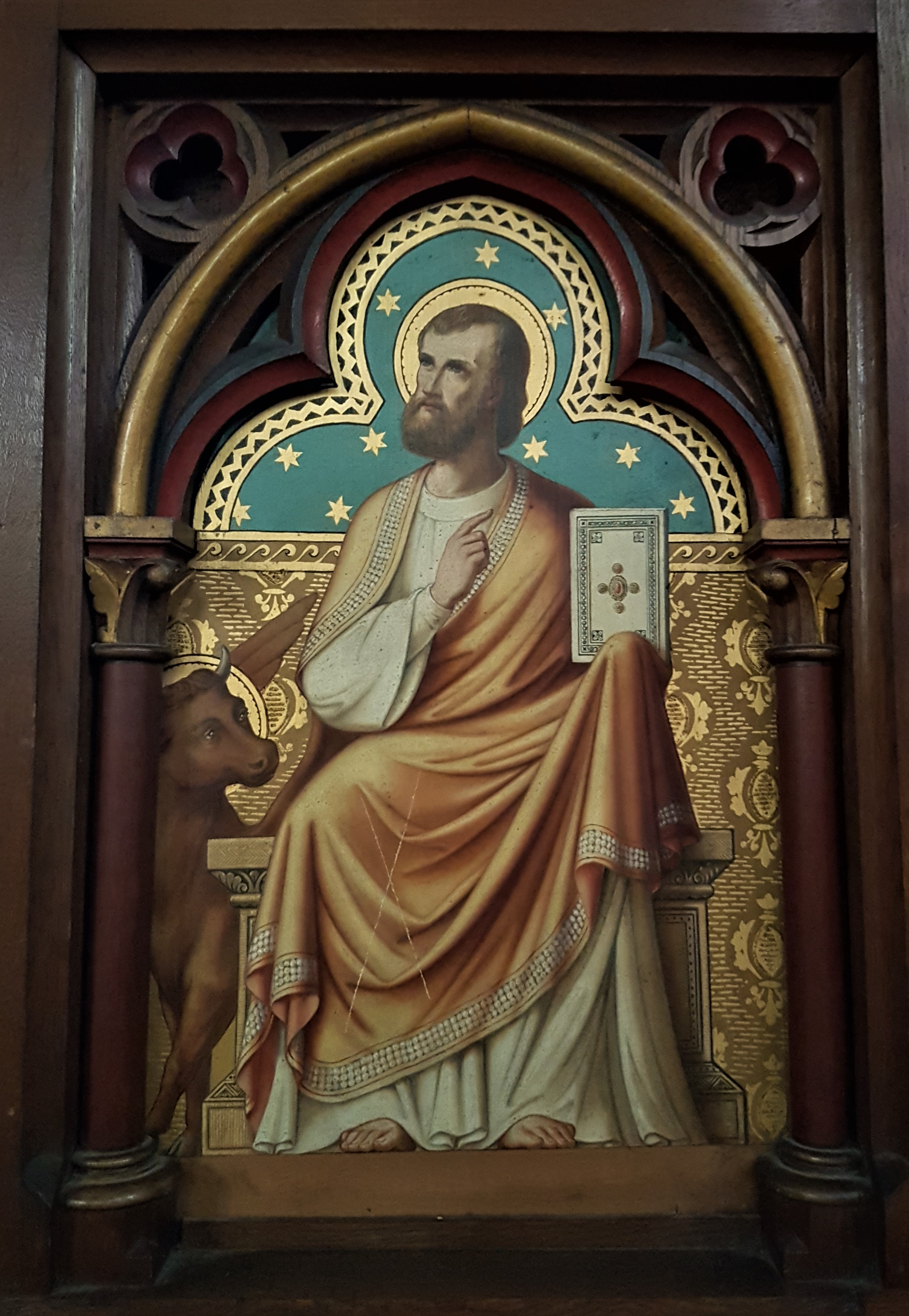
Darstellung des Evangelisten Lukas auf der Kanzel
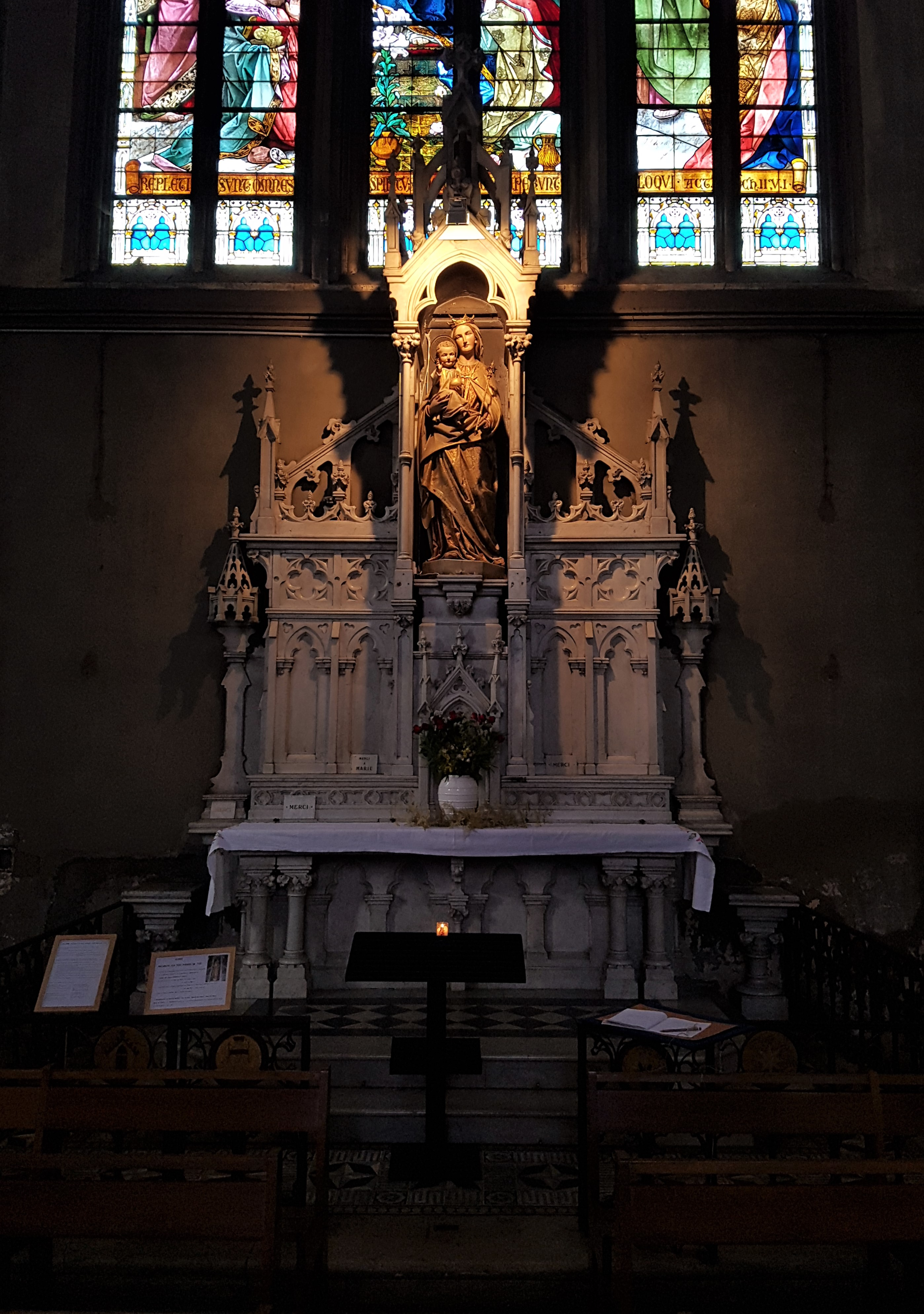
Muttergottesaltar
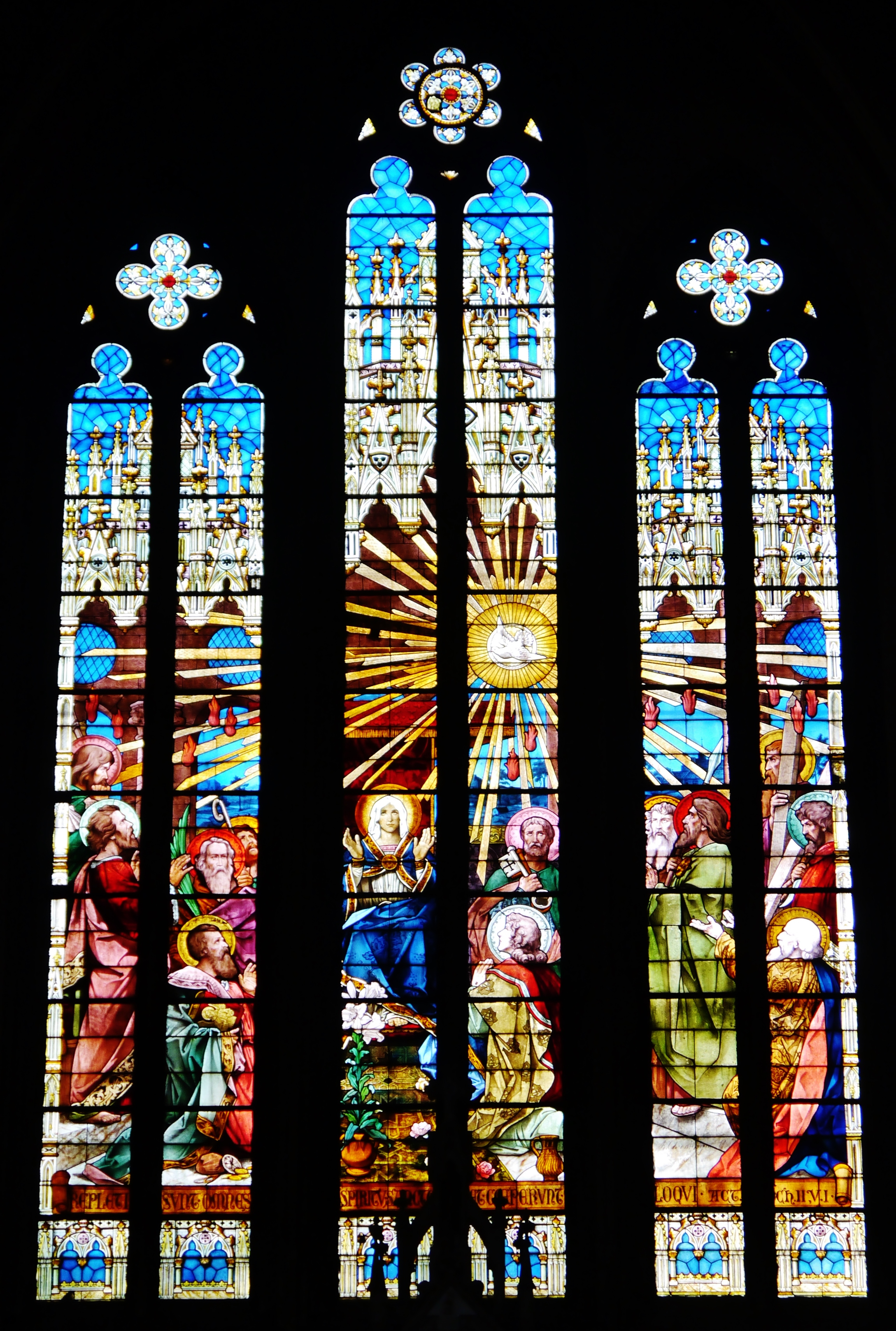
Buntglasfenster mit der Darstellung des Pfingstwunders